# خطر آشکار (فیلم)
خطر آشکار (به انگلیسی: Clear and Present Danger) یک فیلم اکشن و دلهره‌آور آمریکایی محصول سال ۱۹۹۴ به کارگردانی فیلیپ نویس و بر اساس رمانی به همین نام اثر تام کلنسی در سال ۱۹۸۹ است. این فیلم دنباله‌ای بر شکار برای اکتبر سرخ (۱۹۹۰) و بازی‌های میهن‌پرستانه (۱۹۹۲) است. در هر سه فیلم شخصیت کلنسی جک رایان را نشان می‌دادند، اگرچه فورد فقط در دو فیلم آخر این نقش را بازی کرد. این آخرین نسخه سینمایی از رمان‌های کلنسی است که در آن هریسون فورد در نقش رایان و جیمز ارل جونز در نقش نایب دریاسالار جیمز گریر و همچنین آخرین قسمت به کارگردانی نویس حضور دارند. در این فیلم بازیگرانی همچون هریسون فورد، ویلم دفو، آن آرچر، جیمز ارل جونز، ژواکیم دی آلمیدا، میگل ساندووال، هریس یولین، دونالد موفات، بنجامین برت، ریموند کروز، آنا مگنوسون، دین جونز، گرگ گرمن، تورا برچ، الن گیر، هوپ لانگ و تام باور ایفای نقش کرده‌اند.
همان‌طور که در رمان، رایان به عنوان معاون مدیر اطلاعاتی سیا منصوب می‌شود و متوجه می‌شود که توسط همکارانی که در حال انجام یک جنگ مخفیانه علیه یک کارتل مواد مخدر در کلمبیا هستند، ظاهراً با تأیید رئیس‌جمهور، او را در تاریکی نگه داشته‌اند. این فیلم در ۳ اوت ۱۹۹۴ در سینماهای ایالات متحده اکران شد و موفقیت مالی بزرگی داشت و بیش از ۲۰۰ میلیون دلار در گیشه به دست آورد.

## داستان
جک رایان (با بازی هریسون فورد) یک عملیات غیرقانونی علیه کارتل‌های مواد مخدر در سازمان سیا را کشف می‌کند. اکنون رایان که در مجموعه‌ای از توطئه‌ها گرفتار شده، باید زندگی و حرفه خود را به خطر بیندازد تا خلافکاران را به دست عدالت سپرده و…